# Villa Albergoni
La villa Albergoni, denominata anche villa Griffoni Sant’Angelo o villa Stramezzi, è una villa nobiliare posta nel centro abitato di Moscazzano in provincia di Cremona.

## Storia
La villa venne probabilmente costruita nel XVII secolo; l’epoca di costruzione può essere dedotta dalla presenza al suo interno di affreschi eseguiti dal pittore cremasco Aurelio Busso. È probabile che derivi dalla trasformazione di un più antico castello.
Alla potente famiglia milanese dei Vimercati Sanseverino (insediatasi a Crema con Pinamonte probabilmente nel secolo XIII) e precisamente a Giovanni, il feudo di Moscazzano venne affidato nel 1499. Possiamo quindi ritenere questa la data di inizio della loro presenza nel borgo. In quegli anni probabilmente iniziarono anche a trasformare le rovine del castello in una residenza di campagna. I Vimercati erano una delle più potenti e ricche famiglie cremasche, proprietari di vastissimi fondi nel nostro territorio e divisi in numerosi rami già nel secolo XV. In città abitavano in un palazzo nell'attuale via XX Settembre, demolito in seguito per far posto all'edificio della Banca Popolare. 
La villa di Moscazzano rimase dunque in mano agli Stramezzi complessivamente 84 anni, fino al 1958 (la registrazione di catasto è del 31.12.1961) anno in cui venne acquistata dal Nobile Pirro Albergoni, che l'intestò alla moglie, la milanese Corinna Emanueli.
La villa, da tempo in stato di abbandono, ha acquisito notorietà internazionale nel 2017, dopo essere stata scelta dal regista Luca Guadagnino come location del film Chiamami col tuo nome.

## Caratteristiche

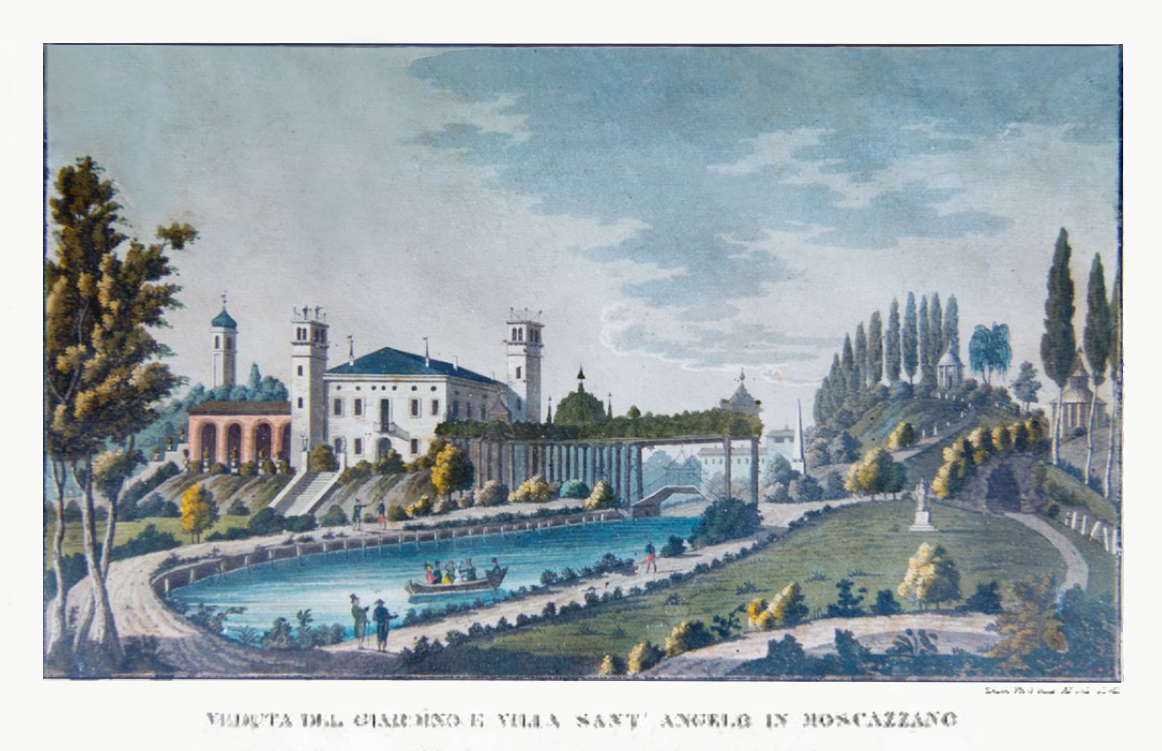
La villa in un’antica stampa (poco fedele al vero)

La villa è costruita su un’altura artificiale ed è circondata da un ampio giardino; essa ha pianta rettangolare molto compatta, quasi quadrata, e conta due piani; a due angoli opposti della costruzione si ergono due torrette, forse avanzi del precedente castello.
Le facciate ricordano nello stile e nella composizione quelle del vicino palazzo Benvenuti di Montodine; in particolare si ritrovano somiglianze nelle finestre, ornate da cornici bugnate, e nella fascia sottotetto in cui si aprono degli oculi.
Il giardino è disegnato sfruttando i dislivelli naturali e artificiali del terreno: i diversi piani sono collegati da scalee ornate da statue.